# アレクシ・パーナネン
アレクシ・パーナネン（Aleksi Paananen 、1993年1月25日 - ）は、フィンランド・シーリンヤルヴィ出身のプロサッカー選手。ヴェイッカウスリーガ・インテル・トゥルク所属。ポジションは、ミッドフィールダー。

## 経歴
2018年11月1日、2019シーズンからインテル・トゥルクへの加入と2年契約を結んだことが発表された。